# Ludovic Mrazec

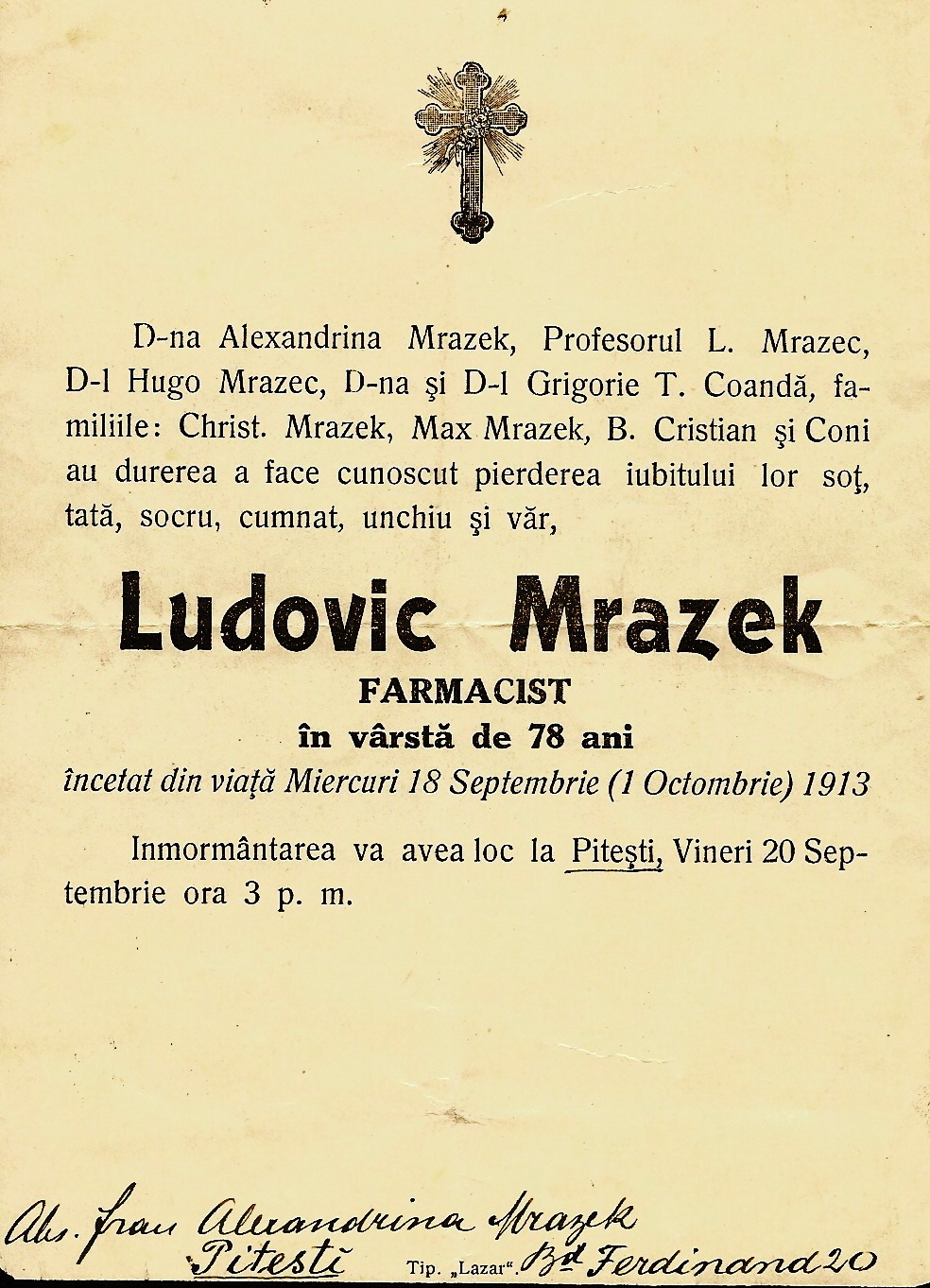
Úmrtní oznámení otce

Ludovic Mrazec, také Ludovic Mrazek (17. července 1867 Craiova – 9. června 1944 Bukurešť), byl rumunský vědec, významná osobnost v ropné geologii. Zavedl geologický termín diapirismus, který se užívá jak v geologickém průzkumu, tak v planetárních vědách.

## Rodiče

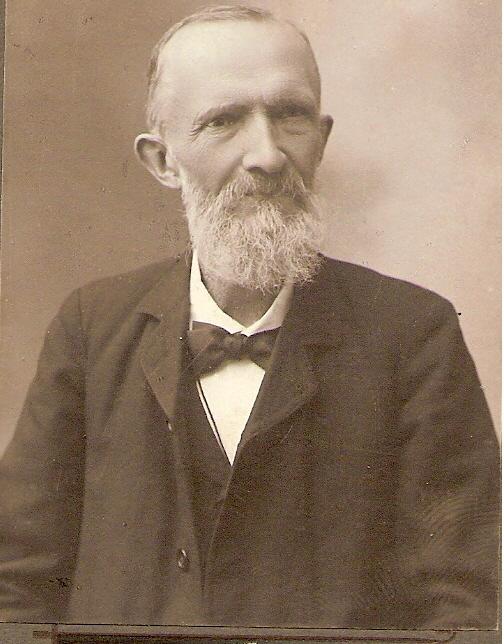
Otec – Ludovic Mrazek senior (1836–1913)

Otec Ludovica Mrazka byl českého původu, jmenoval se Ludvík Mrázek, celým jménem Ludvík Severin Franz Mrázek. Narodil se v roce 1836 v Horní Cerekvi na hornocerekevském zámku v rodině Severina Mrázka, důchodního na tamním panství Hohenzollernů. Vystudoval na vídeňské univerzitě farmacii a vystěhoval se do Banátu v jihozápadním Rumunsku, kde v roce 1861 v Craiově s manželkou Alexandrinou založil rodinu.

## Život a dílo
Ludovic Mrazec studoval základní a střední školu, která tehdy nesla jméno rumunského krále Carola I. (z dynastie Hohenzollernů), v Craiově. Na radu svého otce studoval na farmaceutické fakultě v Bukurešti, kde ho učil profesor Victor Babes. V roce 1889 vystudoval tuto fakultu, získal titul lékárnického magistra, ale byl přitahován spíše k venkovnímu výzkumu a k mineralogii. Ve švýcarské Ženevě se setkal s profesorem L. Duparcem a seznámil se s teoretickými i praktickými metodami studia zemského povrchu. Ludovic Mrázek kreativně kombinoval fyzikálně-chemické vědy – mineralogii, petrografii a tektoniku.
V roce 1892 obhájil na ženevské univerzitě svou doktorandskou práci On protogine du Mont-Blanc et les Roches qui l'éruptives accompagnent; jedná se o geologické složení masivu Mont Blancu (žula, břidlice). Tato práce je dodnes citována a publikována. V roce 1894 byl jmenován profesorem krystalografie, mineralogie a petrografie na univerzitě v Bukurešti a až do roku 1937 zde působil jako vedoucí katedry mineralogie. Krystalografii, mineralogii a petrografii učil na fakultách bukurešťské univerzity – přírodovědecké, farmaceutické a chemicko-inženýrské.
V roce 1901 se stal členem rumunské akademie věd, v roce 1905 pak byl zvolen jako plnoprávný člen této akademie. V letech 1932–1935 byl prof. Ludovic Mrazec prezidentem rumunské akademie věd.
Založil „Geologický ústav Rumunska“, jehož ředitelem byl v letech 1906–1928. V roce 1907 zvolen prezidentem Mezinárodního petrolejářského kongresu (Congresului Internaţional al Petrolului). Mrazec sestavil první geologickou mapu Rumunska.
Spektrum výzkumů, kterým se profesor Mrazec zabýval, bylo široké – mineralogie, metamorfogenní petrologie, magmatická petrologie, strukturní geologie, kartografie a geologie ropy, petrografie sedimentárních rudných ložisek. Jako první pochopil princip vniknutí a plasticity solí. Zavedl geologický termín diapirismus, který se dnes celosvětově běžně používá jako základní pojem v geologickém průzkumu a v planetární vědě. Vysvětlil vznik ropy z organické hmoty. Byl autorem více než 100 vědeckých prací a organizátorem mnoha mezinárodních vědeckých konferencí.
V Ploješti je po něm pojmenována škola – Liceul Tehnologic „Ludovic Mrazek“. V Craiově nese jeho jméno jedna z ulic – Strada Ludovic Mrazec.